# Đỗ Đình Thanh
Đỗ Đình Thanh là một sĩ quan cao cấp của Quân đội nhân dân Việt Nam, hàm Thiếu tướng, hiện là Tư lệnh Binh chủng Tăng - Thiết giáp.